# Ciuboțica cucului de munte

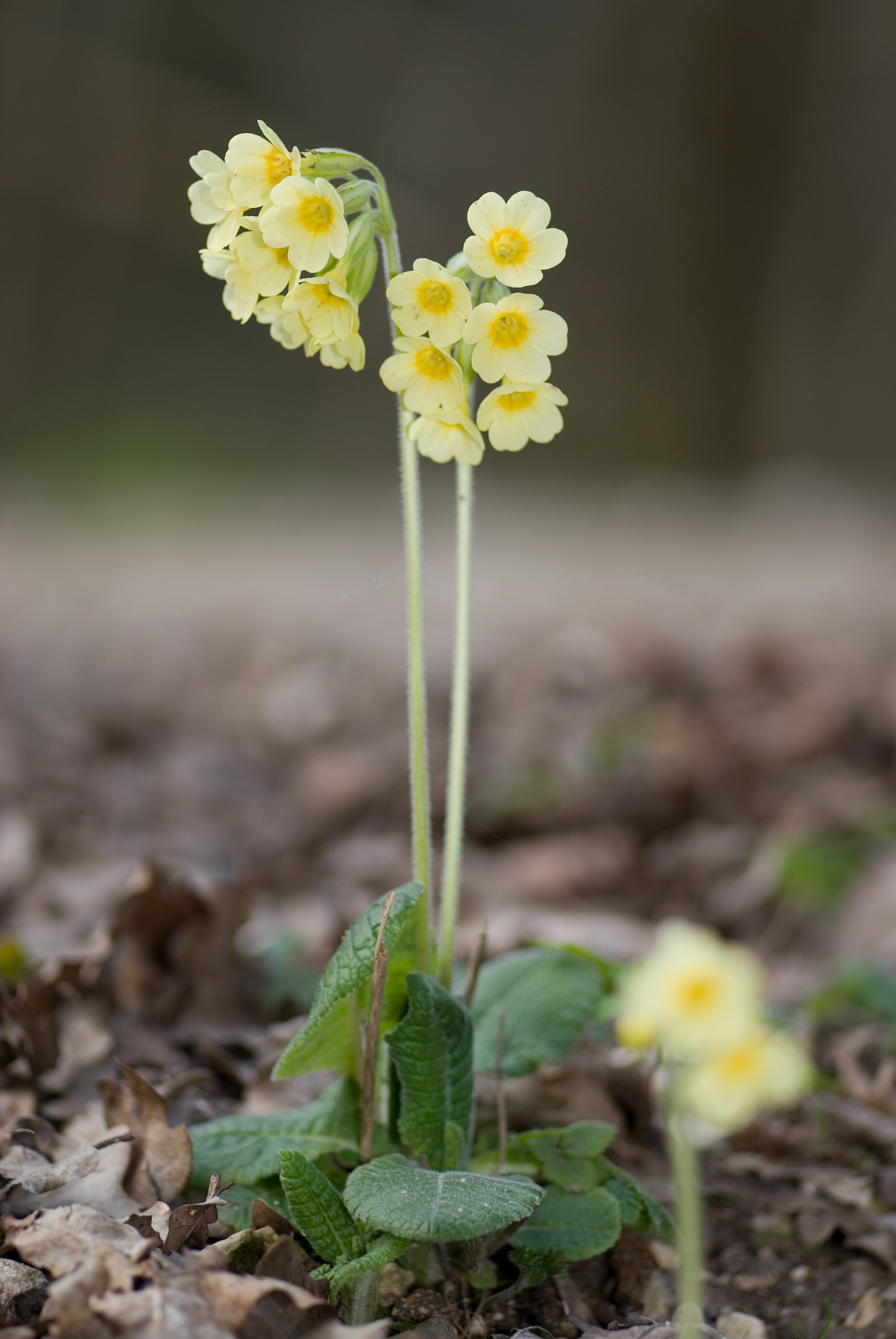
Ciuboțica cucului

Ciuboțica cucului de munte (Primula elatior) este o plantă din familia Primula.
Tulpina este păroasă și fără frunze. Tulpina are 100–200 mm. Frunzele sunt la baza tulpinei. Florile de culoare galben-deschis sunt așezate în mănunchi la vârful tulpinei.
Ciuboțica cucului înflorește în luna aprilie-iunie.
În România se găsește în munții Carpați, la margini de păduri.